# Коньково (Московская область)
Коньково — деревня в Московской области России. Входит в городской округ Солнечногорск. Население — 35 чел. (2010).

## География
Деревня расположена на северо-западе Московской области, в западной части округа, на Пятницком шоссе Р111, примерно в 7 км к юго-западу от центра города Солнечногорска, на правом берегу реки Истры. В деревне одна улица — Солнечная.
Ближайшие населённые пункты — деревни Меленки, Новинки и Судниково. Связана прямым автобусным сообщением с городами Солнечногорском и Зеленоградом (маршруты № 27, № 34 и № 497).

## Население
| 1852 | 1859 | 1890 | 1899 | 1926 | 1932 | 1966 |
| ---- | ---- | ---- | ---- | ---- | ---- | ---- |
| 73   | ↘72  | ↗172 | ↘92  | ↗94  | ↘89  | ↘88  |
| 1998 | 2002 | 2010 |      |      |      |      |
| ↘17  | ↘5   | ↗35  |      |      |      |      |

## История
Коньково, деревня 1-го стана, Госуд. Имущ., 32 души м. п., 41 ж., 13 дворов, 64 версты от стол., 24 от уездн. гор., близ шоссе.
— Нистрем К., Указатель селений и жителей уездов Московской губернии, 1852
В «Списке населённых мест» 1862 года — казённая деревня Клинского уезда по правую сторону Санкт-Петербурго-Московского шоссе, в 27 верстах от уездного города и 7 верстах от становой квартиры, при реке Истре, с 11 дворами и 72 жителями (31 мужчина, 41 женщина).
По данным на 1899 год — деревня Солнечногорской волости Клинского уезда с 92 душами населения.
В 1913 году — 16 дворов.
По материалам Всесоюзной переписи населения 1926 года — деревня Новинского сельсовета Солнечногорской волости Клинского уезда в 3,2 км от Пятницкого шоссе и 9,6 км от станции Подсолнечная Октябрьской железной дороги, проживало 94 жителя (40 мужчин, 54 женщины), насчитывалось 22 крестьянских хозяйства.
С 1929 года — населённый пункт в составе Солнечногорского района Московского округа Московской области. Постановлением ЦИК и СНК от 23 июля 1930 года округа как административно-территориальные единицы были ликвидированы.
1929—1939 гг. — деревня Новинского сельсовета Солнечногорского района.
1939—1957, 1960—1963, 1965—1994 гг. — деревня Обуховского сельсовета Солнечногорского района.
1957—1960 гг. — деревня Обуховского сельсовета Химкинского района.
1963—1965 гг. — деревня Обуховского сельсовета Солнечногорского укрупнённого сельского района.
С 1994 до 2006 гг. деревня входила в Обуховский сельский округ Солнечногорского района.
С 2005 до 2019 гг. деревня включалась в Кривцовское сельское поселение Солнечногорского муниципального района.
С 2019 года деревня входит в городской округ Солнечногорск, в рамках администрации которого относится с территориальному управлению Кривцовское.